# 시노하라 신이치
시노하라 신이치(일본어: 篠原 信一, 1973년 1월 23일~)는 일본의 유도 선수이다. 2000년 하계 올림픽에서 헤비급 은메달을 획득했으며, 1999년 세계 선수권 대회에서 헤비급과 무제한급 모두 우승을 차지했다.